# Aloe ankaranensis
Aloe ankaranensis (укр. Алое анкаранензис, Алое анкаранське)  — сукулентна рослина роду алое.

## Етимологія
Видова назва походить місця зростання — плато Анкарана на Мадагаскарі.

## Місця зростання
Зростає на північному заході Мадагаскару, в провінції Анціранана в скелях в тіні дерев. Є відомості про наяівність лише 2 — 5 локалитетів.

## Умови зростання
Мінімальна температура — + 10 °C. Надає перевагу сонячним місцям або легкій тіні. Посухостійка рослина.